# Ktenostreptus centrurus
Ktenostreptus centrurus är en mångfotingart som först beskrevs av Pocock 1882.  Ktenostreptus centrurus ingår i släktet Ktenostreptus och familjen Harpagophoridae. Inga underarter finns listade i Catalogue of Life.